# Suzzallova knihovna
Suzzallova knihovna je hlavní knihovnou University of Washington v Seattlu a pravděpodobně nejznámější budovou jejího kampusu. Své jméno nese po Henrym Suzzallovi, který byl prezidentem univerzity do roku 1926, kdy na svůj post rezignoval. Ve stejný rok byla postavena první fáze budovy, svůj nynější název získala až po smrti bývalého prezidenta v roce 1933.

## Architektura

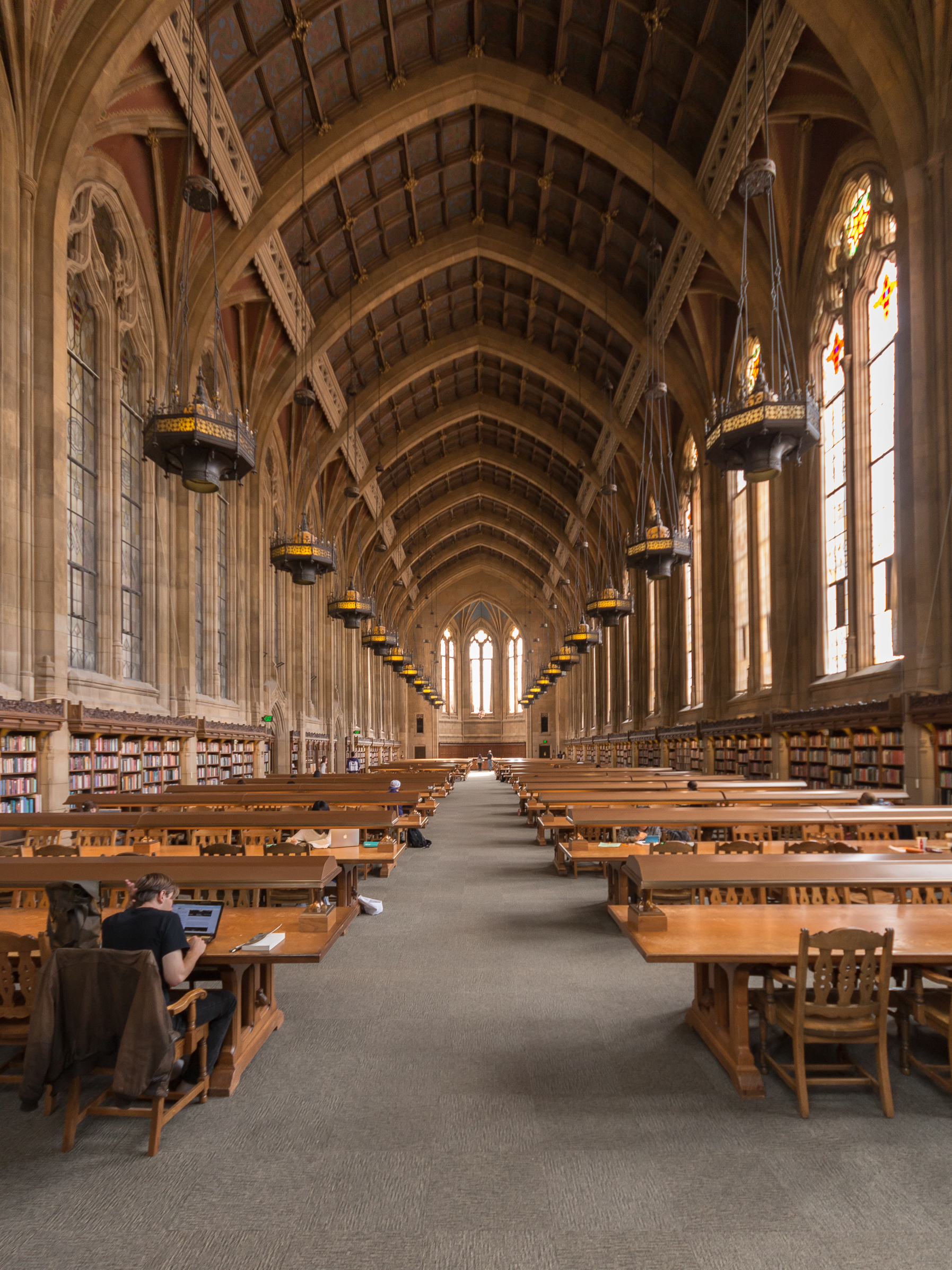
Graduate Reading Room

Původní architekti knihovny, kterými byli Charles H. Bebb a Carl F. Gould, chtěli postavit tři budovy v univerzitním gotickém slohu uspořádané v rovnostranném trojúhelníku, ve jehož středu měla stát 91 metrů vysoká zvonice, která nakonec nebyla postavena. Terakotový basreliéf tohoto plánu se zvonicí se nyní stále nachází na zdi nedaleko severovýchodního vchodu do Smithovy haly.
První fáze projektu byla dokončena už roku 1926 a zahrnovala budovu tvořící západní stranu trojúhelníku. Její průčelí dominuje východní straně hlavního univerzitního náměstí, známého jako Rudé náměstí. Jižní budova, která byla zahrnuta ve druhé fázi výstavby, byla vztyčena roku 1935. Dalšími částmi druhé fáze bylo přidání patra mezi první a druhé podlaží první budovy a postavení velkého schodiště na každé straně bývalé rotundy. Původní plány pro třetí fázi projektu, která byla zhotovena roku 1963, byly rozsáhle modifikovány, jelikož v té době se už univerzita odchylovala od svého původního gotického slohu k modernismu s využitím betonu a skla. Nakonec se celý projekt dočkal ještě čtvrté fáze, která byla dokončena v roce 1990 a má název Křídlo Kennetha S. Allena, otce spoluzakladatele Microsoftu Paula Allena a zástupce ředitele univerzitního knihovního systému mezi lety 1960 a 1982. Mezi lety 2000 a 2002 prošla knihovna rozsáhlou renovací za účelem větší stability budovy pro případy zemětřesení. V době rekonstrukce byla knihovna stále otevřená veřejnosti, jen některé její části byly uzavřeny.
Jednou z hlavních místností celého komplexu je postgraduální čítárna, která je 76 metrů dlouhá, 16 metrů široká a 20 metrů vysoká a velice významná pro svou architekturu s velkými vitrážemi. Místnost zabírá celé třetí patro západního křídla knihovny a mnohým připomíná auly univerzit v Oxfordu nebo v Cambridge. Také byla inspirována přesvědčením Henryho Suzzalla, že knihovny by měly být katedrálami vzdělávání.
Exteriér původních křídel knihovny ozdobují terakotové sochy významných umělců a filozofů od Allena Clarka. Jsou na nich vyobrazeni například William Shakespeare, Leonardo da Vinci nebo Ludwig van Beethoven. Přední průčelí rovněž zdobí kamenné erby univerzit z celého světa, včetně oxfordské, Harvardovy nebo Yale University.

## Kolekce knih
Ze šesti milionů knih, které se celkově nachází v knihovním systému univerzity, jich je 1,6 milionu právě v Suzzallově knihovně. Kromě hlavní kolekce se zde nachází kolekce dětské literatury, vládních publikací, přírodních věd a periodik. Další speciální kolekce se skládá ze vzácných knih pocházejících z doby před rokem 1801. Kolekce novin a mikromédií je pak největší kolekcí mikromédií ze všech knihoven Asociace výzkumných knihoven. V Suzzallově knihovně se rovněž nachází hlavní technická oddělení univerzitního systému knihoven.